# Oleg Gordievsky
Oleg Antonovitch Gordievsky (en russe : Олег Антонович Гордиевский), né le 10 octobre 1938 à Moscou et mort en 4 mars 2025 dans le Surrey, est un colonel du KGB. Chef de l'antenne du KGB à Londres, il fait défection pour le Royaume-Uni en juillet 1985, devenant ainsi le transfuge le plus haut gradé du KGB.

## Biographie

### Début de carrière
Fils d'un officier du KGB, éduqué au sein des jeunesses communistes, Oleg Gordievsky fit ses études au MGIMO, puis rejoignit les affaires étrangères[Quoi ?]. Il était en poste à Berlin-Est en août 1961, juste avant la construction du mur de Berlin. Il entra au KGB en 1963, et fut affecté à l'ambassade soviétique à Copenhague, capitale du Danemark.

### Agent double
Au cours de son détachement au Danemark, Oleg Gordievsky devint désabusé quant à son travail et son pays, en particulier après l'invasion de la Tchécoslovaquie, en 1968. Ce désenchantement n'échappa pas au Secret Intelligence Service britannique, le MI6, qui envoya un agent de l'ambassade britannique prendre contact avec Oleg Gordievsky et lui proposer de devenir un agent de renseignement britannique. La valeur de la nouvelle recrue s'accrut de façon spectaculaire lorsqu'en 1982, Oleg Gordievsky fut affecté à l'ambassade soviétique à Londres en tant que résident du KGB (« rezident »), responsable de la collecte des renseignements soviétiques et de l'espionnage au Royaume-Uni.
Deux des plus importantes contributions d'Oleg Gordievsky furent d'éviter le risque d'un conflit nucléaire avec l'Union soviétique, lorsque l'exercice Able Archer 83 de l'OTAN, en 1983, fut interprété par erreur par les Soviétiques comme une possible première frappe, et d'identifier Mikhaïl Gorbatchev comme le futur no 1, longtemps avant son arrivée au pouvoir.
Oleg Gordievsky reçut brusquement l'ordre de rentrer à Moscou le 22 mai 1985 et fut arrêté dans la datcha de l'un de ses supérieurs. On ignore comment le double jeu d'Oleg Gordievsky fut mis au jour. Aldrich Ames, un agent de la CIA, qui avait vendu des secrets au KGB, a reconnu avoir donné au KGB ce que la CIA savait d'Oleg Gordievsky, mais selon lui pas avant le 13 juin 1985, c'est-à-dire après que Gordievsky a reçu l'ordre de retourner à Moscou.

### Défection
Oleg Gordievsky fut interrogé par le KGB pendant plusieurs semaines et fut informé qu'il ne serait jamais plus envoyé en mission à l'étranger. Bien qu'ils l'eussent soupçonné d'espionnage pour une puissance étrangère, ses supérieurs ne semblaient avoir de preuve solide et, en juin 1985, il fut autorisé à regagner son appartement de Moscou, où il retrouva son épouse et ses deux enfants.
Oleg Gordievsky demeura très certainement sous la surveillance du KGB, mais il réussit à informer le MI6 de sa situation. Les Britanniques réactivèrent alors un plan d'évacuation mis au point depuis de nombreuses années pour les situations d'urgence comme celle-ci.
Le 19 juillet 1985, Oleg Gordievsky fit son jogging comme à son habitude et réussit à échapper à la surveillance du KGB et à prendre un train jusqu'à la frontière finlandaise. Là, il fut pris en charge par des voitures de l'ambassade britannique, qui le firent passer en Finlande, d'où il put gagner l'Angleterre. Oleg Gordievsky fut par la suite condamné à mort par contumace pour trahison, une condamnation qui ne fut jamais remise en cause par les autorités russes après la chute de l'URSS. Sa femme et ses enfants — en vacances en Azerbaïdjan, au moment de son évasion — furent autorisés à le rejoindre au Royaume-Uni, six ans plus tard, grâce aux pressions exercées par le gouvernement britannique, et personnellement par la Première ministre Margaret Thatcher, au cours de ses rencontres avec Gorbatchev.

### Développements récents

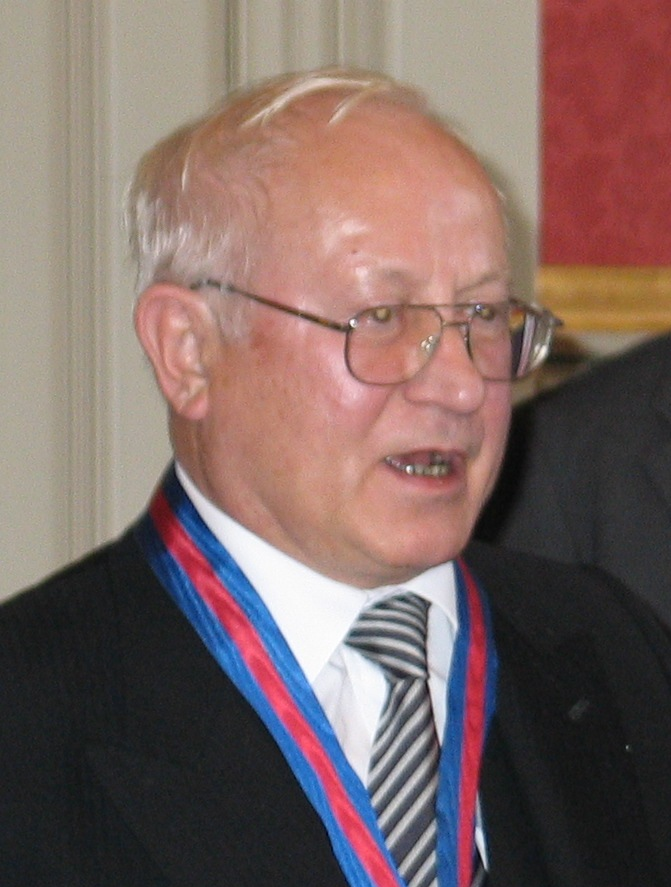
Oleg Gordievsky en 2007.

Oleg Gordievsky, qui a écrit plusieurs livres sur le KGB, est fréquemment cité dans les médias en tant qu'expert sur le sujet. En 1990, il fut éditeur consultant de la revue Intelligence and National Security, et il travailla pour la télévision britannique dans les années 1990, y compris pour le jeu télévisé Wanted, sur Channel 4.
Oleg Gordievsky publia une lettre dans le Daily Telegraph le 3 août 2005, accusant la BBC d'être « The Red Service » : « Écoutez attentivement les nuances idéologiques sur BBC Radio 4, la BBC, le BBC World Service, et vous vous rendrez compte que le communisme n'est pas une croyance en train de mourir. »
Oleg Gordievsky a été présenté dans le documentaire de PBS : Commanding Heights: The Battle for the World Economy (2002).
En 2007, il estime qu'une tentative d’assassinat à son encontre a eu lieu : il perdit connaissance sans raison apparente et resta dans le coma pendant 36 heures.
Il meurt le 4 mars 2025 dans le Surrey à l'âge de 86 ans,.

## Distinctions et décorations
- Après sa défection au Royaume-Uni et sa condamnation en URSS, Gordievsky a été déchu de toutes les décorations soviétiques et de son grade militaire de colonel du KGB.[réf. nécessaire]
- 2005 : docteur honoris causa (Doctor of Letters) de l'université de Buckingham[5].
- 2007 : compagnon de l'ordre de Saint-Michel et Saint-Georges (CMG) pour « services rendus à la sécurité du Royaume-Uni ». Le Guardian relève qu'il reçoit « la même distinction que son collègue James Bond, personnage de fiction de la guerre froide ».[réf. nécessaire]

## Publications
- Christopher Andrew et Oleg Gordievsky, Le KGB dans le monde, 1917-1990 [« KGB: The Inside Story »], Paris, Fayard, 1990, 754 p. (ISBN 2-213-02600-9)
- (en) Christopher Andrew et Oleg Gordievsky, Instructions from the Centre : Top Secret Files from the KGB's Foreign Operations, 1975-85, Londres, Hodder & Stoughton, 1991 (ISBN 0-340-56650-7)
- (en) Christopher Andrew et Oleg Gordievsky, Comrade Kryuchkov's Instructions : Top Secret Files on KGB Foreign Operations, 1975-85, Stanford (Californie), Stanford University Press, 1993, 240 p. (ISBN 0-8047-2227-7 et 0-8047-2228-5) (édition américaine légèrement révisée de Instructions from the Centre)
- (en) Christopher Andrew et Oleg Gordievsky, More Instructions from the Centre : Top Secret Files on KGB Global Operations 1975-85, Abingdon, Frank Cass Publishers, 1993, 130 p. (ISBN 0-7146-3475-1, lire en ligne)
- (en) Oleg Gordievsky, Next Stop Execution : The Autobiography of Oleg Gordievsky, Londres, Macmillan, 1995, 404 p. (ISBN 0-333-62086-0)
- (de) Jakob Andersen et Oleg Gordievsky, De Røde Spioner : KGB's operationer i Danmark fra Stalin til Jeltsin, fra Stauning til Nyrup, Copenhague, Høst & Søn, 2002, 809 p. (ISBN 87-14-29856-2)

## Autour de Gordievsky

#### Ouvrage
- Ben Macintyre (trad. de l'anglais), L'Espion et le Traître [« The Spy and the Traitor »], Paris, éditions de Fallois, 2019, 409 p. (ISBN 979-10-321-0219-0)[6].

### Émissions

#### Télévision
- Une série sur Arte est consacrée à l'espionnage au début des années 1980 et l'opération Pimlico : https://www.arte.tv/fr/videos/RC-024927/la-guerre-des-espions/

#### Radio
- Deux émissions sur France Inter consacrées à l'exfiltration d'Oleg Gordievsky de l'URSS par le MI6 en 1985 dans le cycle des Affaires sensibles de Fabrice Drouelle avec le témoignage de Sergueï Jirnov, ancien officier du KGB et auteur de Pourchassé par le KGB. « Biographie et actualités de Sergueï Jirnov », France Inter, 20 septembre 2019 (consulté le 16 juillet 2020).
  - « Jeux d’espions, 1ère partie – « Opération SUNBEAM » », France Inter, 20 septembre 2019 (consulté le 16 juillet 2020)[audio]
  - « Jeux d’espions, 2ème partie – « Fuir l’URSS » », France Inter, 27 septembre 2019 (consulté le 16 juillet 2020)[audio]
- Une émission de la série Espions, une histoire vraie de Stéphanie Duncan sur France Inter consacrée à Oleg Gordievsky :
  - « Oleg Gordievski, l’agent double qui réussit la plus spectaculaire exfiltration de la Guerre froide », sur FranceInter.fr, 3 juillet 2021 (consulté le 3 juillet 2021)[audio]